# Mikuláš Krbec
Mikuláš Krbec (* 24. února 1999, Ústí nad Labem) je český florbalový útočník, reprezentant a vicemistr světa z roku 2022. V českých nejvyšších soutěžích hraje od roku 2016.

## Klubová kariéra
Krbec s florbalem začínal v dětství v rodném městě v klubu USK Slávie Ústí nad Labem (od roku 2013 Florbal Ústí). Za mužský tým nastoupil poprvé v sezóně 2016/2017. V té jako druhý nejproduktivnější hráč týmu výrazně pomohl po 14 letech k návratu do nejvyšší soutěže. Krbec ve finálové sérii nasbíral 10 bodů, nejvíce z obou týmů. V následující sezóně v Superlize již Krbec vedl kanadské bodování týmu. Ale ani jeho příspěvek Ústí v lize neudržel.
Po sestupu v roce 2018 Krbec odešel do superligového klubu Florbal Chodov, za který odehrál dva ročníky. Jeho následujícím angažmá od sezóny 2020/2021 se stal tým AC Sparta Praha, kde je trenérem Marek Vojta, který Krbce vedl již v Ústí. Během přerušení českých soutěží kvůli pandemii covidu-19 hrál v roce 2020 dočasně v klubu Växjö Vipers, hrajícím Švédskou Superligu. Se Spartou v letech 2022 a 2023 vybojovali dvakrát stříbro v Poháru Českého florbalu. K roku 2024 hraje Krbec ve Spartě pátou sezónu.

## Reprezentační kariéra
Krbec reprezentoval na Mistrovství světa do 19 let v roce 2017, na kterém český tým získal bronz. Na turnaji byl, společně s Filipem Langerem, nejproduktivnějším českým hráčem.
Za mužskou reprezentaci hraje od roku 2017. Jeho prvním šampionátem bylo domácí Mistrovství světa 2018. Na Euro Floorball Tour (EFT) v říjnu 2021 přispěl po gólu k druhé porážce Švédska a čtvrté porážce Finska v historii. Na mistrovství světa ve stejném roce získal s týmem bronz, první českou mužskou medaili po sedmi letech. Sám ale do rozhodujícího zápasu o třetí místo nezasáhl. Další bronz získal na Světových hrách 2022, kde ale opět rozhodující zápas nehrál, kvůli červené kartě ze semifinále.
Na Mistrovství světa v roce 2022 Krbec přispěl brankou a asistencí k postupu do finále a tím k zisku druhé české stříbrné medaile po 18 letech.
V listopadu 2023 s týmem potřetí v historii vyhráli turnaj EFT, na kterém porazili dosud nejvyšším rozdílem 12:8 Švédsko a jako první jim nastříleli dvoumístný počet branek, na jednu z nich asistoval i Krbec.
Krbec je nominovaný i na nadcházející šampionát v roce 2024.
| Umístění | Soutěž                                       |
| -------- | -------------------------------------------- |
|          | Mistrovství světa ve florbale do 19 let 2017 |
| 4.       | Mistrovství světa ve florbale 2018           |
|          | Mistrovství světa ve florbale 2020           |
|          | Florbal na Světových hrách 2022              |
|          | Mistrovství světa ve florbale 2022           |
|          | Mistrovství světa ve florbale 2024           |

## Galerie

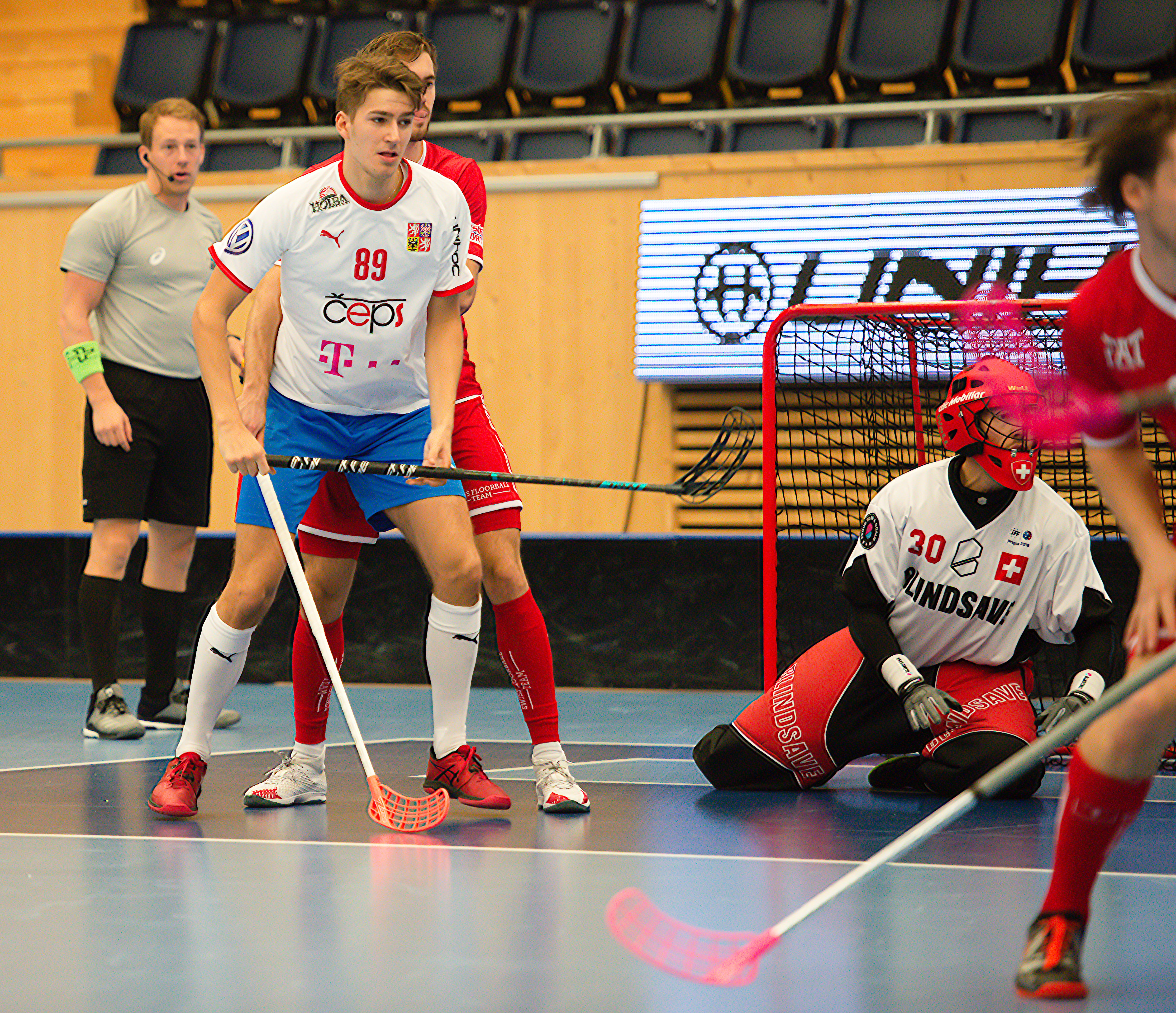
Mikuláš Krbec na Euro Floorball Tour v roce 2018 v zápase proti Švýcarsku
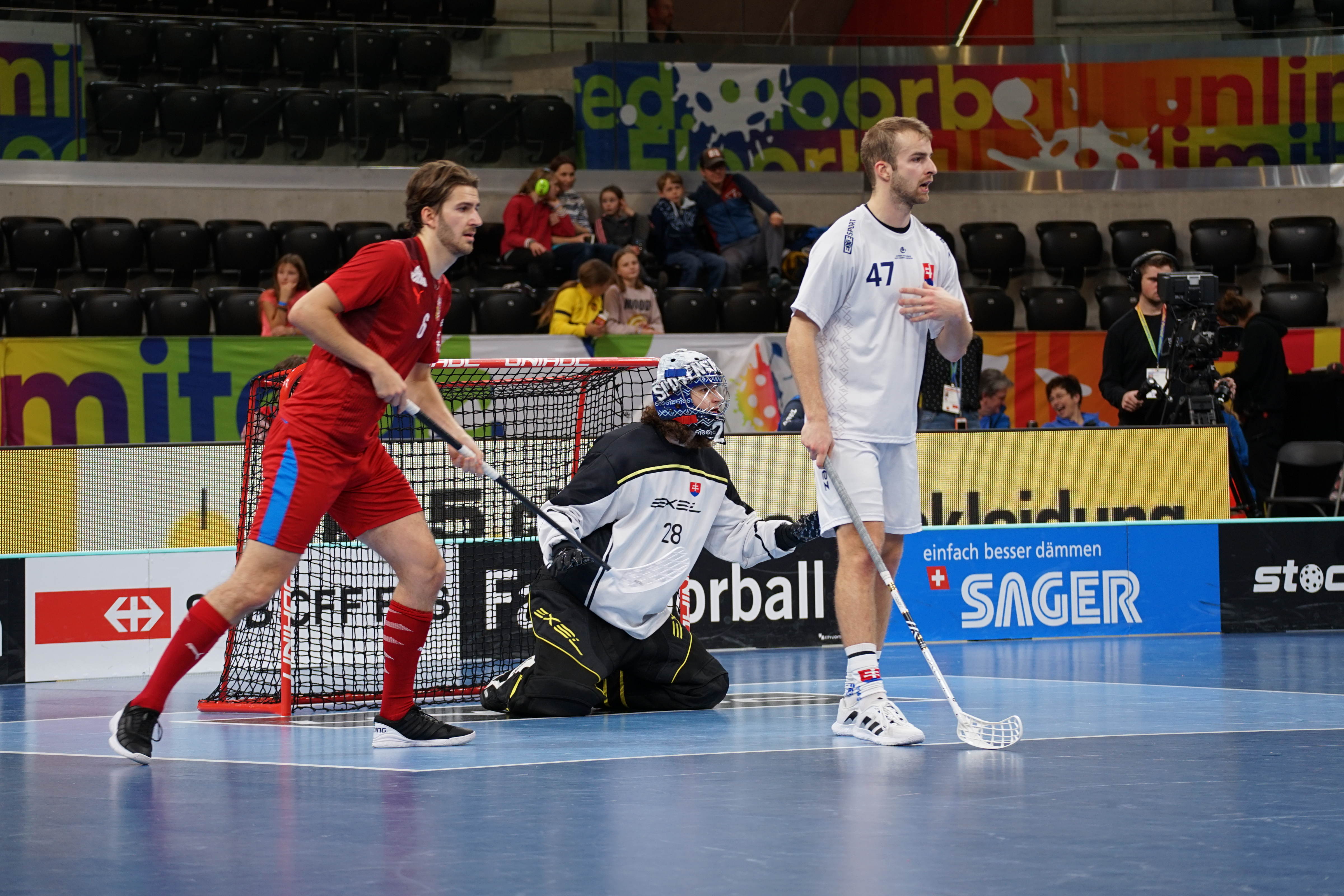
Mikuláš Krbec na Mistrovství světa 2022 v zápase proti Slovensku
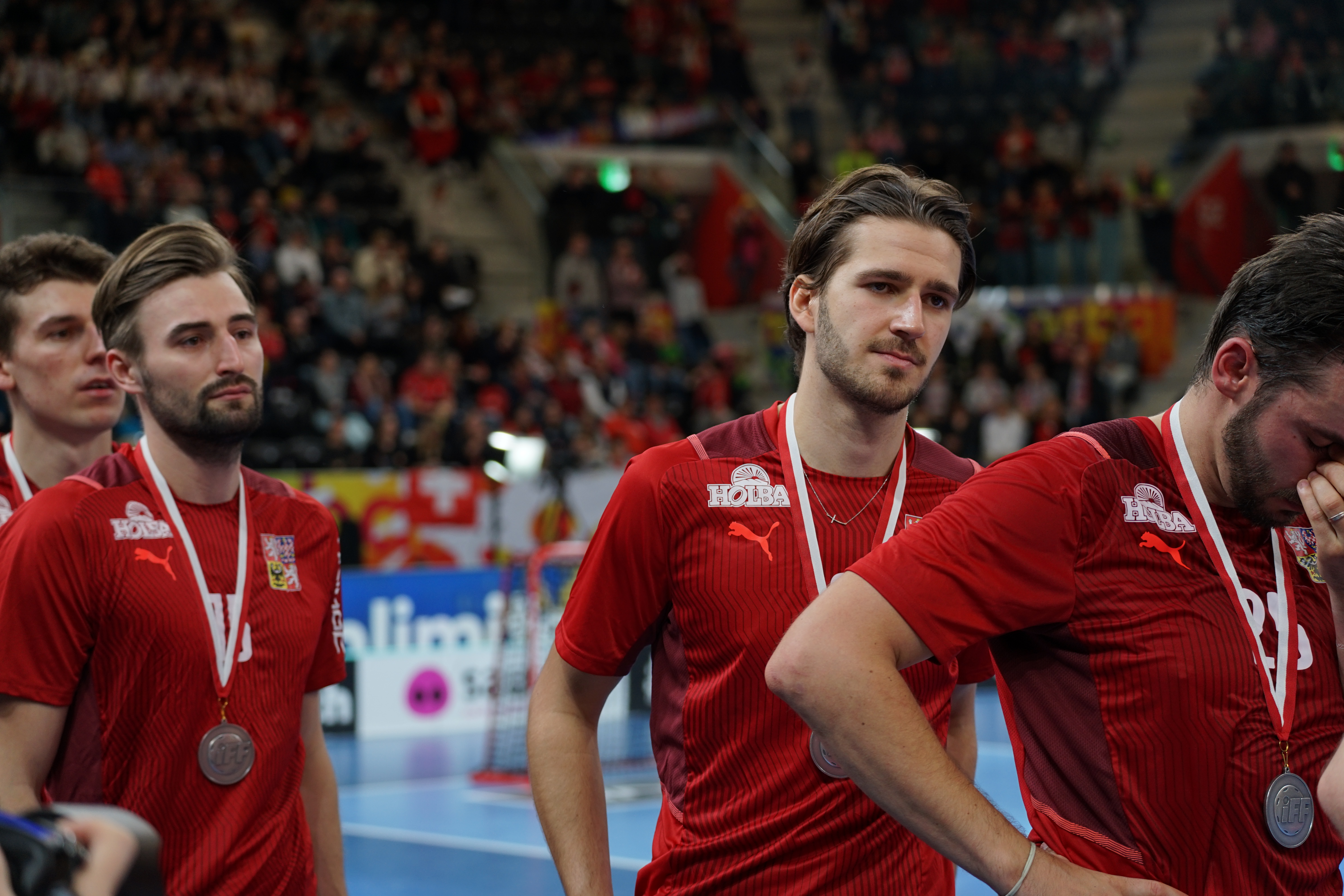
Mikuláš Krbec (uprostřed) se stříbrnou medailí na Mistrovství světa 2022 po finálovém zápase proti Švédsku